# Виляй
Виля́й — посёлок в Ашинском районе Челябинской области России. Входит в состав Укского сельского поселения 

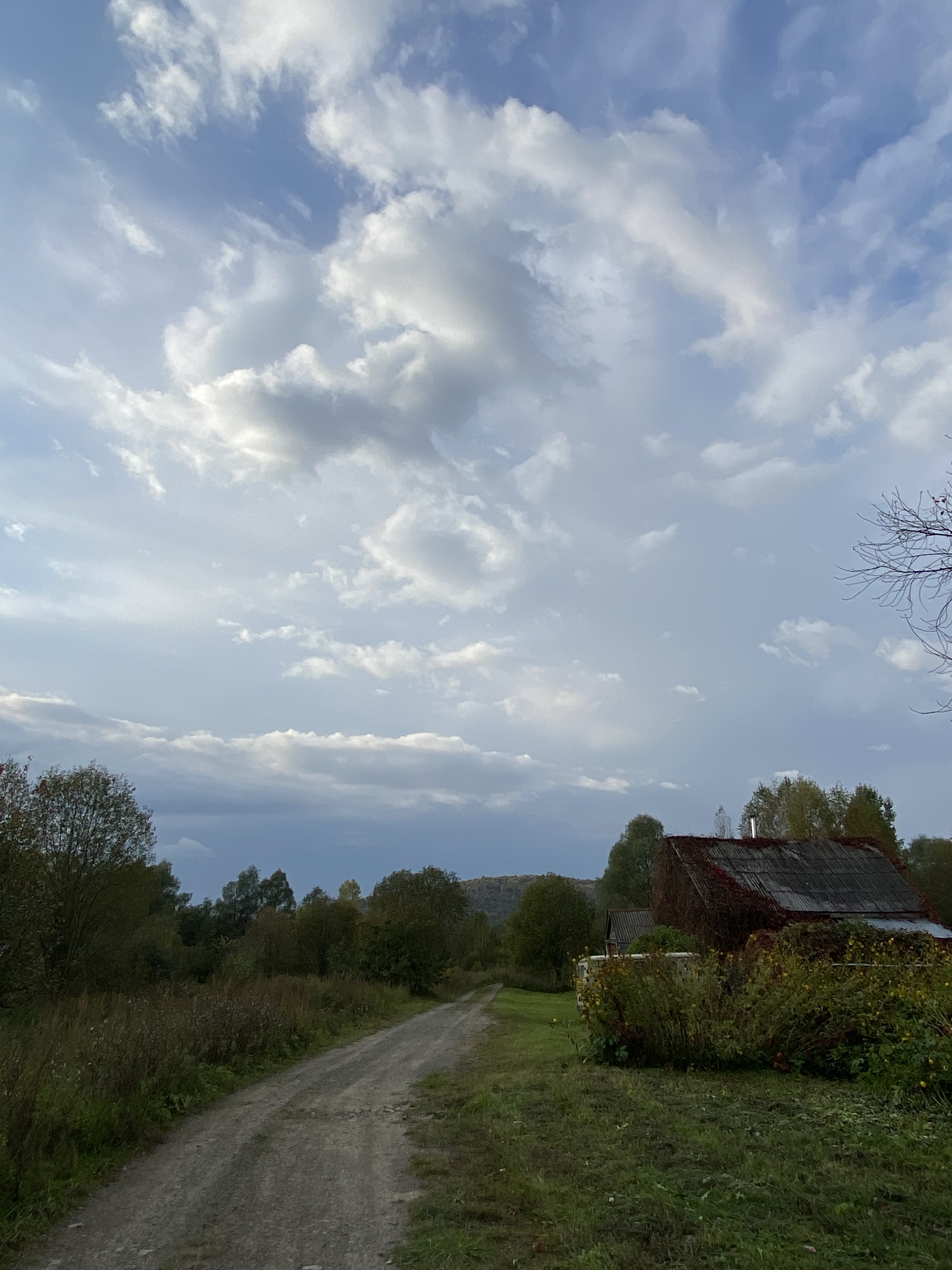
Главная улица деревни

## География
Расположен рядом с границей с Башкортостаном. Расстояние до районного центра Аши 30 км.

## История
Основан углежогами-лесорубами как курень по разным данным в начале XX века или в конце XIX века. Близ посёлка было найдено пушечное ядро предположительно времён Пугачёвского восстания, что говорит о возможной неверности обеих дат. В репортаже ГТРК «Южный Урал» приводится легенда о ненайденном кладе злого богача Косарева, жившего в Виляе примерно в 1920-е годы и убитого жителями за жадность.

## Население
| 2002 | 2010 |
| ---- | ---- |
| 10   | ↘0   |

По данным Всероссийской переписи, в 2010 году численность постоянного населения посёлка составляла 0 человек.
Непостоянно обитаемыми остаются несколько домов, используемые как дачные усадьбы.

## Современное состояние
Уличная сеть посёлка состоит из 1 улицы. Всякая инфраструктура отсутствует: нет связи, электро- и водоснабжения, отопления, качественных дорог и др.